# Troglochthonius mirabilis
Troglochthonius mirabilis es una especie de arácnido  del orden Pseudoscorpionida de la familia Chthoniidae.

## Distribución geográfica
Se encuentra en los territorios que antes se llamaban Yugoslavia.